# Radonia (województwo łódzkie)
Radonia – wieś w Polsce położona w województwie łódzkim, w powiecie opoczyńskim, w gminie Mniszków.
Do 1954 roku istniała gmina Radonia. W latach 1975–1998 miejscowość położona była w województwie piotrkowskim.
Wierni Kościoła rzymskokatolickiego należą do parafii Narodzenia NMP i św. Mikołaja w Błogiem Szlacheckim.